# 2000 FV39
2000 FV39 är en asteroid i huvudbältet som upptäcktes den 29 mars 2000 av LINEAR i Socorro County, New Mexico.
Den tillhör asteroidgruppen Maria.